# Hvalba község
Hvalba község (feröeriül: Hvalbiar kommuna) egy község Feröeren. Suðuroy északi részén fekszik. A Føroya Kommunufelag önkormányzati szövetség tagja.

## Történelem
A község jelenlegi formájában 1878-ban jött létre, amikor kivált Suðuroy egyházközségből.

## Önkormányzat és közigazgatás

### Települések
| Település | Népesség | Mióta a község része | Előző község         | Megjegyzés         |
| --------- | -------- | -------------------- | -------------------- | ------------------ |
| Hvalba    | 599      | 1878                 | Suðuroy egyházközség | A község székhelye |
| Sandvík   | 71       | 1878                 | Suðuroy egyházközség |                    |

### Polgármesterek
- Otto West (2009–)[6]
- Levi Niclasen ( – 2008)[5]
- Fríðrikur Petersen (1887–1893)[7]

## Népesség
| Év              | Lakosság |
| --------------- | -------- |
| 1986. január 1. | 830      |
| 1991. január 1. | 850      |
| 1996. január 1. | 774      |
| 2001. január 1. | 762      |
| 2006. január 1. | 762      |